# Фінал кубка Англії з футболу 1958
Фінал кубка Англії з футболу 1958 — 77-й фінал найстарішого футбольного кубка у світі. Учасниками фіналу були «Болтон Вондерерз» і «Манчестер Юнайтед». Володарем кубкового трофею став «Болтон Вондерерз».

## Шлях до фіналу
| «Болтон Вондерерз»        | «Болтон Вондерерз» | «Болтон Вондерерз»                      | Раунд           | «Манчестер Юнайтед»    | «Манчестер Юнайтед» | «Манчестер Юнайтед»                                               |
| ------------------------- | ------------------ | --------------------------------------- | --------------- | ---------------------- | ------------------- | ----------------------------------------------------------------- |
| Суперник                  | Результат          | Матчі                                   |                 | Суперник               | Результат           | Матчі                                                             |
| «Престон Норт-Енд»        | 3—0                | 3—0 на виїзді                           | Третій раунд    | «Воркінгтон»           | 3—1                 | 3—1 на виїзді                                                     |
| «Йорк Сіті»               | 3—0                | 0—0 на виїзді, 3—0 вдома (перегравання) | Четвертий раунд | «Іпсвіч Таун»          | 2—0                 | 2—0 вдома                                                         |
| «Сток Сіті»               | 3—1                | 3—1 вдома                               | П'ятий раунд    | «Шеффілд Венсдей»      | 3—0                 | 3—0 вдома                                                         |
| «Вулвергемптон Вондерерз» | 2—1                | 2—1 вдома                               | Шостий раунд    | «Вест-Бромвіч Альбіон» | 3—2                 | 2—2 на виїзді, 1—0 вдома (перегравання)                           |
| «Блекберн Роверз»         | 2—1                | 2—1 на нейтральному полі                | 1/2 фіналу      | «Фулгем»               | 7—5                 | 2—2 на нейтральному полі, 5—3 на нейтральному полі (перегравання) |

## Матч
| 3 травня 1958 |

| Болтон Вондерерз | 2:0      | Манчестер Юнайтед |
| ---------------- | -------- | ----------------- |
| Лофтгаус 3', 55' | Протокол |                   |

| Вемблі, Лондон Глядачів: 100 000 Арбітр: Джек Шерлок |

|  |  |

|                  |  |                  |  |
|                  |  |                  |  |
| В                |  | Едді Гопкінсон   |  |
| З                |  | Томмі Бенкс      |  |
| З                |  | Рой Гартл        |  |
| ПЗ               |  | Браян Едвардс    |  |
| ПЗ               |  | Джон Хіггінс     |  |
| ПЗ               |  | Дерек Геннін     |  |
| Н                |  | Дуг Холден       |  |
| Н                |  | Рей Перрі        |  |
| Н                |  | Нет Лофтгаус (к) |  |
| Н                |  | Денніс Стівенс   |  |
| Н                |  | Браян Бірч       |  |
| Головний тренер: |  |                  |  |
| Білл Ріддінг     |  |                  |  |

|                  |  |                 |  |
|                  |  |                 |  |
| В                |  | Гаррі Грегг     |  |
| З                |  | Іан Грівз       |  |
| З                |  | Білл Фоулкс (к) |  |
| ПЗ               |  | Стен Краудер    |  |
| ПЗ               |  | Ронні Коуп      |  |
| ПЗ               |  | Фредді Гудвін   |  |
| Н                |  | Колін Вебстер   |  |
| Н                |  | Денніс Вайоллет |  |
| Н                |  | Боббі Чарлтон   |  |
| Н                |  | Ерні Тейлор     |  |
| Н                |  | Алекс Доусон    |  |
| Головний тренер: |  |                 |  |
| Джиммі Мерфі     |  |                 |  |